# Charles Diehl
Charles Diehl (Estrasburgo, 4 de julho de 1859 – Paris, 1 de novembro de 1944) foi um historiador francês. Era especialista em história e arte bizantina.
Formou-se na École Normale Supérieure e mais tarde foi professor de História Bizantina em Sorbona. Era membro da École française de Rome (1881-1883) e da École française d'Athènes. Em 1910 tornou-se membro da Académie des inscriptions e belles-lettres.
Charles Diehl foi autor de numerosos livros sobre Arte Bizantina e História:

## Principais obras
- L'Art byzantin dans L'Italie méridionale, (1894)
- L'Afrique byzantine, (1896)
- Justinien et la Civilisation byzantine au 6. Siècle, (1901)
- Theodora, Imperatrice de Byzance, (1904)
- Figures Byzantines (1906-1908)
- Excursions archéologiques en Grèce, (1908)
- Manuel d'art byzantin, (1910)
- Histoire de l'Empire Byzantin (1919)
- L'Art chrétien primitif et l'art byzantin, (1928)
- La Peinture byzantine, (1933)
- Les Grands Problèmes de l'Histoire Byzantine (1943)